# Lotorp
Lotorp est une localité de Suède dans la commune de Finspång située dans le comté d'Östergötland.
Sa population était de 661 habitants en 2019.